# Dee C. Lee
Dee C. Lee, pseudonimo di Diane Catherine Sealy (Londra, 6 giugno 1961), è una cantante britannica.

## Biografia
Nata da genitori originari di Saint Lucia, Dee C. Lee cresce a Balham, un quartiere dell'area sud-orientale di Londra.
Tra il 1981 e il 1983 entra a far parte del gruppo R&B Central Line con l'alias Dee Sealy e lavora come corista per gli Wham!. Successivamente si unisce al gruppo The Style Council, fondato dal futuro marito Paul Weller, e nel 1984 debutta come solista con il singolo Selina Wow Wow.
Tra gli anni ottanta e gli anni novanta pubblica tre album per le etichette discografiche CBS, Cleartone e Pony Canyon, intitolati rispettivamente Shrine, Things Will Be Sweeter e Smiles. Nel 1985 riscuote particolare successo con il brano See the Day, terzo nella classifica dei singoli britannica, riportato al successo dalle Girls Aloud nel 2005 ed estratto come singolo dal loro terzo album, Chemistry.
Nel 2024, a distanza di 26 anni dal disco precedente, pubblica per la Acid Jazz Records l'album Just Something.

## Discografia
- 1986 – Shrine
- 1994 – Things Will Be Sweeter
- 1998 – Smiles
- 2024 – Just Something